# Tails' Skypatrol
Tails' Skypatrol es un videojuego desarrollado por SIMS y JSH, y distribuido por SEGA en el segundo trimestre del año 1995 para el sistema de entretenimiento informático SEGA Game Gear, pero solo para Japón. . Se puede disfrutar en Europa gracias a Sonic Adventure DX y Sonic Gems Collection, ambos de SEGA.

## Temática
La malvada bruja Witchcart y sus secuaces han conquistado una isla. Tails, junto con su anillo mágico y sus capacidades de vuelo, debe impedírselo.

## Desarrollo o sistema de juego
Este videojuego es del género de las plataformas, que se basa en superar determinados niveles y obstáculos en escenarios 2D, cada uno con una ambientación diferente.
Sólo se puede controlar a un personaje en este juego: Tails, en el que aparece volando durante todo el juego, y posee como arma un anillo mágico, con el cual Tails puede atacar y usar algunos objetos de los escenarios. Tails no puede tocar ninguna de las paredes del escenario, ya que perdería una vida instantáneamente.
Tails dispone durante toda la fase de una barra de energía, la cual, se va gastando conforme va avanzando la fase. Si Tails es atacado por un enemigo, se le resta bastante energía de dicha barra, perdiendo el equilibrio de vuelo, girando sobre sí mismo mientras se cae poco a poco, teniendo el jugador que pulsar repetidamente el botón A para que recupere el equilibrio. La rapidez con la que restaure el vuelo es proporcional a la cantidad de energía que tenga Tails en ese momento.
El videojuego se compone de cinco fases, cada uno con una ambientación diferente. En la primera fase, no hay ningún tipo de enemigo, ya que es una zona de aprendizaje de los controles y estilo del juego. Las cuatro fases restantes ya contienen enemigos, y al final de cada una, Tails ha de enfrentarse a un jefe diferente que, al vencerlo, se lo lleva en su anillo mágico atado, concluyendo así esas cuatro fases del juego.

## Enemigos
En Tails' Skypatrol, hay enemigos que intentan acabar con Tails, ya sea lanzándole bombas o intentando acercarse a él. Hay una gran variedad de ellos:
- Una especie de pájaros de color azul y pico amarillo, que suelen ir en grupos de tres. Para volar, mueven las orejas, y lanzan bolas de fuego. Aparece en las zonas Railcanyon, Metal Island y Dark Castle.

- Cañones que, al estar sujetos por un globo naranja, vuelan, y lanzan bolas naranjas. Aparecen en todas las zonas del juego.

- Una tortuga de color gris, con un caparazón que alterna tonalidades verdáceas y amarillas, que lanza piedras desde el suelo a Tails. Aparece en Railcanyon, Metal Island y Dark Castle.

- Una abeja de ojos rojos, de tonalidad grisácea, que intenta pinchar al protagonista. Aparece en Railcanyon y Metal Island.

- Un esqueleto que salta del suelo para estamparse contra una pared, con la finalidad de hacer que sus huesos se desperdigen por el escenario. Aparecen en las zonas Ruinwood, Metal Island y Dark Castle.

- Unas bolas grandes de tonalidad amarilla, las cuales intentan acercarse a Tails. Aparecen en Ruinwood y Dark Castle.

- Unos perros metálicos de color marrón que abren y cierran la boca para intentar atrapar a Tails, para evitar que vuele con facilidad. Hacen su aparición en Ruinwood y en Dark Castle.

- Especie de pájaros que cuelgan de una telaraña, y que tienen las alas verdes y el cuerpo amarillo. Es exclusivo de la zona Ruinwood.

## Objetos
En cada fase, Tails se encuentra una serie de objetos que facilitan su paso por cada una de éstas:
Caramelos: Se puede encontrar paquetes de uno, dos o tres caramelos. Hace que la barra de energía de Tails aumente. Dependiendo del número de caramelos que hubiera, subirá más o menos.
Gema: Caracterizado por un recuadro amarillo en el que dentro se puede ver una gema azul, hace aumentar la puntuación al final de la fase.
Campana: Cuando Tails toca la campana, ésta suena y gira durante un rato. Tails, al perder una vida, aparecerá en la última campana que haya hecho sonar.
Vida extra: Caracterizado por ser un cartel de proporciones minúsculas donde se puede leer la inscripción "1 UP". Hace que el contador de vida de Tails aumente en una unidad.
Invencibilidad: Caracterizado por ser un cartel de minúsuclas proporciones, que pone el símbolo de una estrella. Le otorga el poder de ser invencible durante un corto periodo de tiempo, pudiendo chocar con las paredes, y destruir enemigos sólo tocándolos.
Postes de estrella: Son zonas donde Tails puede pasar su ring, haciendo que el protagonista gire sobre dicho poste, para impulsarlo en una dirección determinada. Suele estar indicado con flechas de dirección. Los postes son de color azul acabados en una bola azul donde se puede ver una estrella.
Palanca: Es una especie de interruptor de soporte azul y la bola de la palanca de color rojo, que activa ciertas partes de la zona cuando Tails se acerca a éste y lo hace girar.
Globo: Es de color naranja, y hace que Tails tienda a moverse de manera vertical por el escenario.
Impulsador: Una especie de manillar de color amarillo que está sujeta a unos bloques de color azul que tienen una flecha que indica en el sentido que va a impulsar a Tails. Cuando éste se suelta de impulsor, coge unas grandes velocidades.
Pesa: De color gris y con una inscripción en la que se puede leer "10t", hace que Tails, al cogerlo, vaya más lento, pero si cae por un precipicio la pesa junto al protagonista, hace que Tails también se precipite junto a él.

## Relanzamiento
Tails' Skypatrol se relanzó como videojuego jugable en el recopilatorio para Gamecube y PlayStation 2 Sonic Gems Collection, siendo uno de los videojuegos jugables desde un principio.
Cabe destacar que Tails' Skypatrol es el único juego que no se recopiló en Sonic Adventure DX, cuando todo el resto de juegos de la saga Sonic de Game Gear sí lo hizo.